# Willemsella
Willemsella is een geslacht van rechtvleugeligen uit de familie veldsprinkhanen (Acrididae). De wetenschappelijke naam van dit geslacht is voor het eerst geldig gepubliceerd in 1934 door Miller.

## Soorten
Het geslacht Willemsella  is monotypisch en omvat slechts de volgende soort:
- Willemsella bicolor (Miller, 1934)